# Zacheusz
Zacheusz – imię męskie pochodzenia hebrajskiego, od hebr. כָּי (Zakkai), co oznacza „czysty”. Wśród patronów tego imienia – św. Zacheusz, biskup Jerozolimy. Znany jest także Zacheusz z Ewangelii św. Łukasza, który chcąc zobaczyć Jezusa Chrystusa wspiął się w Jerychu na sykomorę.
Zacheusz imieniny obchodzi 10 lipca, 23 sierpnia i 17 listopada.
Zobacz też:
- Zacheuszek